# Kisaran Barat (plaats)
Kisaran Barat is een bestuurslaag in het regentschap Asahan van de provincie Noord-Sumatra, Indonesië. Kisaran Barat telt 3429 inwoners (volkstelling 2010).